# Stelling van Riesz-Fischer
In de analyse, een deelgebied van de wiskunde, is de oorspronkelijke vorm van de stelling van Riesz-Fischer een stelling over een eigenschap van de L2-ruimte van kwadratische integreerbare functies. De stelling werd in 1907 onafhankelijk van elkaar bewezen door Frigyes Riesz en Ernst Sigismund Fischer.
In de literatuur komen inmiddels varianten en generalisaties van deze stelling voor.

## Klassieke vorm
Als {\displaystyle (\varphi _{n})} een orthonormaal stelsel is in {\displaystyle L^{2}([a,b])} en {\displaystyle (a_{n})} een rij reële getallen, dan convergeert de reeks {\displaystyle \sum a_{n}^{2}} dan en slechts dan als er een functie {\displaystyle f} is zodanig dat voor iedere {\displaystyle n} geldt
{\displaystyle \int _{a}^{b}f(x)\varphi _{n}(x)\,\mathrm {d} x=a_{n}}
Dit oorspronkelijke resultaat van Riesz is nu een speciaal geval van basisfeiten over reeksen orthogonale vectoren in hilbertruimten.

## Moderne vorm
De huidig gebruikelijke vorm van de stelling zegt dat een meetbare functie op het interval {\displaystyle [-\pi ,\pi ]} dan en slechts dan kwadratisch integreerbaar is, als de bijbehorende fourierreeks convergeert in de {\displaystyle L^{2}}-norm. 
Dat houdt in dat voor een kwadratisch integreerbare functie {\displaystyle f} de partiële sommen 
{\displaystyle S_{N}f(x)=\sum _{n=-N}^{N}F_{n}\,e^{inx}}
van de fourierreeks van {\displaystyle f}, waarin {\displaystyle F_{n}} de {\displaystyle n}-de fouriercoëfficiënt is: 
{\displaystyle F_{n}={\frac {1}{2\pi }}\int _{-\pi }^{\pi }f(x)\,e^{-inx}\,\mathrm {d} x}
in {\displaystyle L^{2}}-norm convergeren naar {\displaystyle f}, dus
{\displaystyle \lim _{N\to \infty }\|S_{N}f-f\|_{2}=0}
En omgekeerd, dat als {\displaystyle \ldots ,a_{-2},a_{-1},a_{0},a_{1},a_{2},\ldots } een tweezijdige rij complexe getallen is, waarvoor
{\displaystyle \sum _{n=-\infty }^{\infty }|a_{n}|^{2}<\infty },
er een kwadratisch integreerbare functie {\displaystyle f} bestaat, waarvan de getallen {\displaystyle a_{n}} de fouriercoëfficiënten zijn.
Deze vorm van de stelling van Riesz–Fischer is sterker dan de ongelijkheid van Bessel, en kan gebruikt worden om de gelijkheid van Parseval voor fourierreeksen te bewijzen.